# عمرو بن سعيد الأشدق
عمرو بن سعيد بن العاص بن أبي أحيحة سعيد بن العاص بن أمية بن عبد شمس بن عبد مناف بن قصي بن كلاب القرشي الأموي، الملقب بالأشدق لفصاحته.
جده أبي احيحة كان إذا اعْتَمَّ بمكة لا يعتم أحد بلون عمامته إعظاماً له، وكان يقال له: ذو التاج. وكان شديداً على المسلمين، وكان أعز من بمكة 
ولاه معاوية على مكة بعد وفاة والده سعيد بن العاص، وكان من سادات المسلمين، ومن المشهورين بالكرم.
لما مات معاوية بن يزيد، نودى بعبد الله بن الزبير خليفة، ودانت له كل الأمصار عدا بعض المناطق بالشام التي بقيت على ولائها للأمويين، إلا أنهم لم يرضوا بخلافة خالد بن يزيد بن معاوية لصغر سنه، وسعى من بني أمية مروان بن الحكم وعمرو بن سعيد الأشدق للخلافة. رأت القبائل الموالية للأمويين، أن تجتمع في الجابية لجمع كلمتهم على رجل واحد، واتفقوا على أن تكون الخلافة لابن الحكم ومن بعده لخالد بن يزيد ومن بعده لعمرو الأشدق.
قبل أن يتوفي مروان تجاوز خالد والأشدق، وأخذ البيعة لولده عبد الملك ومن بعده عبد العزيز، وهو ما رفضه عمرو بن سعيد، خرج على عبد الملك، إلا أن الأخير غدر به، فقُتل سنة (70هـ - 689 م). ترك عمرو من الأولاد : أمية وبه يكنى وسعيد وإسماعيل ومحمد وأم كلثوم.
وقد قال الإمام أحمد: حدثنا عبد الصمد حدثنا حماد حدثني علي بن زيد أخبرني من سمع أبا هريرة يقول سمعت رسول الله صلى الله عليه وسلم يقول ليرعفن على منبري جبار من جبابرة بني أمية يسيل رعافه قال فحدثني من رأى عمرو بن سعيد بن العاص رعف على منبر رسول الله صلى الله عليه وسلم حتى سال رعافه.
رثته أخته بقولها: